# ラスト・ワルツ (森田童子のアルバム)
『ラスト・ワルツ』は、森田童子の4枚目のオリジナル・アルバム。1980年11月20日にワーナー・パイオニア（現：ワーナーミュージック・ジャパン）より発売された。

## 概要
- コピーは「美しき明日についても語れず ただあなたとun deux trois　すべてが帰らぬ un deux trois　この暗き部屋の窓から 街の灯はまばゆく 自由が見える　すべてが遠きこの時よ このまま若い日が終わるのなら せめて最後にラストワルツ」[1]このコピー文は「ラスト・ワルツ」の歌詞の一節である。
- ポリドールK.K.（現：ユニバーサルミュージックLLC）からワーナー・パイオニアに移籍。前作『ア・ボーイ』から約3年ぶりのオリジナル・アルバム。
- 1993年にドラマ『高校教師』がヒットした際、このアルバムを含むアルバム7作が、88年盤から、ジャケット及びブックレットをリニューアルし（オリジナル・レコード盤のジャケットを再現せず、再トリミング、加工、差し替えなどが施されている）、ワーナーミュージック・ジャパンからCDで再発売された。このアルバムは今回の再発売で初CD化。ジャケット写真はオリジナルのレコード、カセットとは全く別の時のもの（1978年にカセットのみで発売された「森田童子全曲集」のイラスト・ジャケットの元になった写真）に差し替えられた。
- 1993年にテレビドラマに続き、映画『高校教師』の主題歌に「たとえばぼくが死んだら」が使用され、発売から13年経た1993年10月にシングル用のミックスで、シングルカットした。
- 2016年7月に本作を含むオリジナル・アルバム7作、ベスト・アルバム2作（内1作初CD化）の計9タイトルが、小澤賢太郎（音楽出版ジュンアンドケイ）の企画・監修で、ユニバーサルミュージックLLCより、オリジナル・マスター・テープからデジタル・リマスタリングされた音源／SHM-CD仕様で復刻。ジャケットは一部を除いて、オリジナル・レコード盤の仕様、歌詞カードのデザインは1993年CD盤の仕様を基盤に構成された（軌跡とディスコグラフィは割愛されている）。また9作全てがオリコンにチャート・インした。この作品では、23年振りの再発売、1993年初CD化時にジャケット差し替えがあったが、久々にオリジナル・ジャケットに戻った。

## 収録曲

### LP
| 全作詞・作曲: 森田童子、全編曲: 千代正行。 |                                      |          |            |      |
| #                                          | タイトル                             | 作詞     | 作曲・編曲 | 時間 |
| 1.                                         | 「赤いダウンパーカーぼくのともだち」 | 森田童子 | 森田童子   | 3:34 |
| 2.                                         | 「菜の花あかり」                     | 森田童子 | 森田童子   | 2:17 |
| 3.                                         | 「海が死んでもいいョって鳴いている」 | 森田童子 | 森田童子   | 3:27 |
| 4.                                         | 「グリーン大佐答えて下さい」         | 森田童子 | 森田童子   | 5:49 |
| 合計時間:                                  | 合計時間:                            | 15:07    |            |      |

| 全作詞・作曲: 森田童子、全編曲: 千代正行。 |                            |          |            |      |
| #                                          | タイトル                   | 作詞     | 作曲・編曲 | 時間 |
| 1.                                         | 「みんな夢でありました」   | 森田童子 | 森田童子   | 3:19 |
| 2.                                         | 「きれいに咲いた」         | 森田童子 | 森田童子   | 3:31 |
| 3.                                         | 「たとえばぼくが死んだら」 | 森田童子 | 森田童子   | 3:01 |
| 4.                                         | 「ラスト・ワルツ」         | 森田童子 | 森田童子   | 5:11 |
| 合計時間:                                  | 合計時間:                  | 15:02    |            |      |

### CD
| 全作詞・作曲: 森田童子、全編曲: 千代正行。 |                                      |          |            |      |
| #                                          | タイトル                             | 作詞     | 作曲・編曲 | 時間 |
| 1.                                         | 「赤いダウンパーカーぼくのともだち」 | 森田童子 | 森田童子   | 3:34 |
| 2.                                         | 「菜の花あかり」                     | 森田童子 | 森田童子   | 2:17 |
| 3.                                         | 「海が死んでもいいョって鳴いている」 | 森田童子 | 森田童子   | 3:27 |
| 4.                                         | 「グリーン大佐答えて下さい」         | 森田童子 | 森田童子   | 5:49 |
| 5.                                         | 「みんな夢でありました」             | 森田童子 | 森田童子   | 3:19 |
| 6.                                         | 「きれいに咲いた」                   | 森田童子 | 森田童子   | 3:31 |
| 7.                                         | 「たとえばぼくが死んだら」           | 森田童子 | 森田童子   | 3:01 |
| 8.                                         | 「ラスト・ワルツ」                   | 森田童子 | 森田童子   | 5:11 |
| 合計時間:                                  | 合計時間:                            | 30:09    |            |      |

### 楽曲解説
1. 赤いダウンパーカーぼくのともだち
  - 1stアルバム『GOOD BYEグッドバイ』収録の『さよならぼくのともだち』の歌詞の一部が曲中モノローグとして挿入されている。
2. 菜の花あかり
4thシングル「ラスト・ワルツ」（B面）として、1981年1月にシングル・カット。
3. 海が死んでもいいョって鳴いている
4. グリーン大佐答えて下さい
5. みんな夢でありました
6. きれいに咲いた
7. たとえばぼくが死んだら
1993年10月にシングル用のミックスで、シングル・カット。
8. ラスト・ワルツ
4thシングル(A面)として翌年の1981年1月にシングル用の編集ヴァージョンでシングル・カット。

## クレジット
- 撮影：高梨豊
- テント設営製作：劇団「68/71黒色テント」
- 撮影協力：名画座「銀座並木座」

## 発売形態
| 形態   | 発売日         | 品番      | 発売元                                              | 備考                                                         |
| ------ | -------------- | --------- | --------------------------------------------------- | ------------------------------------------------------------ |
| LP     | 1980年11月20日 | L-12014A  | ワーナー・ブラザース/ワーナー・パイオニア           | オリジナル発売。                                             |
| CT     | 1980年11月20日 | LKF-7016  | ワーナー・ブラザース/ワーナー・パイオニア           |                                                              |
| CD     | 1993年04月10日 | WPCL-752  | ワーナー・ブラザース/ワーナーミュージック・ジャパン | 【初CD化】ジャケット変更                                     |
| SHM-CD | 2016年07月20日 | UPCY-7158 | USMジャパン/ユニバーサルミュージックLLC             | 【CD再発】2016年デジタルリマスタリング。LPと同じジャケット。 |

## カバー
みんな夢でありました
- スラップ・ハッピー・ハンフリー[注 1] - カバーアルバム『SLAP HAPPY HUMPHREY』に収録（1994年11月25日に発売[2]）。
- かかずゆみ - イメージアルバム「イエスタデイをうたって オリジナルサウンドストーリー」に収録（2003年8月27日に発売）。

たとえばぼくが死んだら
- スラップ・ハッピー・ハンフリー - カバーアルバム『SLAP HAPPY HUMPHREY』に収録（1994年11月25日に発売[2]）。
- eastern youth - アルバム『口笛、夜更けに響く』に収録（1995年6月10日に発売）。
- 山中さわお - シングル『たとえばぼくが死んだら』に収録[注 2][3]。
- 中村中 - ミニアルバム『ベター・ハーフ』に収録（2017年6月21日に発売）。